# Bittacus strigatus
Bittacus strigatus är en näbbsländeart som beskrevs av Hua och Chou 1998. Bittacus strigatus ingår i släktet Bittacus och familjen styltsländor. Inga underarter finns listade i Catalogue of Life.